# 곽진근
곽진근(郭塡根, 일본식 이름: 牧野道雄, 1897년 ~ 1941년)은 한국의 장로교 목사이다.

## 생애
전라북도 김제 출신이다. 이 지역에서 활동하고 있던 미국 남장로교 소속 선교사 부위렴의 전도로 세례를 받고 기독교 신자가 되었다.
만경보통학교, 전주농업학교를 거쳐 평양에 있는 조선예수교장로회신학교를 1924년 졸업하고 전북노회에서 목사 안수를 받았다. 완주의 삼례읍교회, 김제의 금산교회, 원평교회 등에서 시무했으며, 1937년 정읍의 신태읍교회, 화호교회로 옮겨갔다. 조선예수교장로교 총회에서는 서기를 맡으며 장로교단 내에서 입지를 쌓아갔다.
1938년 화호교회 당회장으로 재직하면서 전북노회에 신사참배 결의안을 제출하는 등 신사참배 강요에 앞장서서 동조한 목회자였다. 전북노회는 곽진근의 건의를 받아들여 헌의했으며, 결국 1938년 제27회 총회에서 조선예수교장로회는 신사참배를 결의했다. 이때 곽진근은 서기로서 사회를 맡아 회의를 진행하고 신사는 종교가 아니라는 선언으로 시작되는 신사참배 결의선언문을 낭독했다. 신사참배 결의 이후 반대파들은 투옥되는 등 탄압을 받았고 찬성파가 득세하면서 곽진근은 1939년 전북노회장으로 선임되었고 총회 서기직도 연임했다.
1940년 열린 제29회 총회에서는 일약 총회장으로 선출되어 사람들을 놀라게 하였다. 당시 나이가 44세로 젊은 편인데다 대도시 지역의 목회자도 아니었기 때문이다. 총회장으로 재임하면서 선교사 철수로 조선예수교장로회신학교가 문을 닫게 되자 채필근의 평양신학교를 개교하고 조선신학원을 서울에 개교했다. 평양장로교신학교의 폐쇄와 두 신학교의 개교에는 조선총독부가 개입되어 있었으며, 곽진근도 이 과정에서 친일 행적을 보였다.
《장로회보》를 교단 내 친일 단체인 국민정신총동원 조선예수교장로회총회연맹의 기관지 성격으로 바꾸었고, 황기 2600년(1940년)을 기념하기 위해 10월 20일을 애국주일로 지키면서 전 목회자가 신사참배를 하도록 강요한 일도 있다. 이 시기에 장로교 목회자들은 모두 창씨개명을 하고 보고하도록 했다.
1941년에는 국민총력 조선예수교장로회 전북노회 연맹 소속으로 김세열, 김종대와 함께 태평양 전쟁 지원을 위한 순회 강연을 다녔으며, 총회장 임기를 마친 뒤 그해 말에 40대의 나이로 사망했다.
2008년 발표된 민족문제연구소의 친일인명사전 수록예정자 명단 중 종교 부문에 포함되었다.

## 같이 보기
- 조선예수교장로회

## 참고 자료
- 김수진 (2005년 9월 20일). 〈제29회 총회장 곽진근 목사 (1940-1941년)〉. 《총회를 섬겨온 일꾼들》. 서울: 한국장로교출판사. ISBN 8939806433.
- “김제 금산교회 100주년”. 전북기독교신문. 2005년 10월 22일. 2008년 1월 5일에 확인함.[깨진 링크(과거 내용 찾기)]